# Annamanum rondoni
Annamanum rondoni là một loài bọ cánh cứng trong họ Cerambycidae.